# Emy Machnow

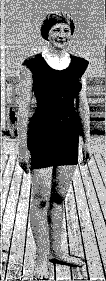
Emy Machnow vid Baltiska spelen 1914

Emy Machnow, senast folkbokförd Emmy Gunilla Almberg, ogift Machnow, född 1 september 1897 i Stockholm, död 23 november 1974 i Malmö, var en svensk simmare. Hon var dotter till ingenjören Herman Ludvig Oskar Machnow och Johanne, ogift Nielsen, samt faster till skådespelaren Anne-Marie Machnow. 
Emy Machnow föddes i Stockholm och flyttade med föräldrarna till Malmö 1907. Hon simmade för Malmö SS. Hon blev olympisk bronsmedaljör i Antwerpen 1920, då hon simmade stafetten på 100 meter frisim tillsammans med Aina Berg, Jane Gylling och Carin Nilsson.
Emy Machnow gifte sig med Axel Almberg och blev änka 1938. Hon är begravd på Östra kyrkogården i Malmö.